# Бристол (Вермонт)
Бристол (енгл. Bristol) насељено је место без административног статуса у америчкој савезној држави Вермонт.

## Демографија
По попису из 2010. године број становника је 2.030.
| Група             | 2000.    | 2010.         |
| Белци             | 0 (0,0%) | 1.940 (95,6%) |
| Афроамериканци    | 0 (0,0%) | 7 (0,3%)      |
| Азијати           | 0 (0,0%) | 15 (0,7%)     |
| Хиспаноамериканци | 0 (0,0%) | 28 (1,4%)     |
| Укупно            | 0        | 2.030         |